# 25669 Kristinrose
25669 Kristinrose è un asteroide della fascia principale. Scoperto nel 2000, presenta un'orbita caratterizzata da un semiasse maggiore pari a 2,7436377 UA e da un'eccentricità di 0,0760379, inclinata di 4,84788° rispetto all'eclittica.